# Partido Socialista Unificado de México
El Partido Socialista Unificado de México (PSUM) fue un partido político mexicano de izquierda e ideología socialista. Fundado formalmente el 7 de noviembre de 1981 con la unificación del Partido Comunista Mexicano (que le cedería el registro en el sistema electoral), el Movimiento de Acción y Unidad Socialista, el Partido del Pueblo Mexicano, el Partido Socialista Revolucionario y el Movimiento de Acción Popular; organizaciones y movimientos sociales que pugnaban por cohesionar a todas las corrientes de izquierda en aras de competir electoralmente ante el aparato estatal y los crecientes partidos de derecha. 
El PSUM existió de 1981 a 1987; no obstante resultó significativo, en su corta existencia, la capacidad de articulación de sectores diversos, del vínculo con grupos y sus demandas, alcanzando una serie de triunfos electorales no vistos en un partido de izquierda opositora en México en la época hegemónica del partido de estado. Su presencia era particularmente importante en Puebla, Guerrero, Oaxaca y la Ciudad de México. La publicación oficial del partido fue la revista "Así es".
Participó únicamente en los procesos electorales de 1982 y 1985. En 1987 promoviendo nuevamente la unidad de la izquierda mexicana, el PSUM resolvió fusionarse con el Partido Mexicano de los Trabajadores de Heberto Castillo y constituir el Partido Mexicano Socialista.

## Historia

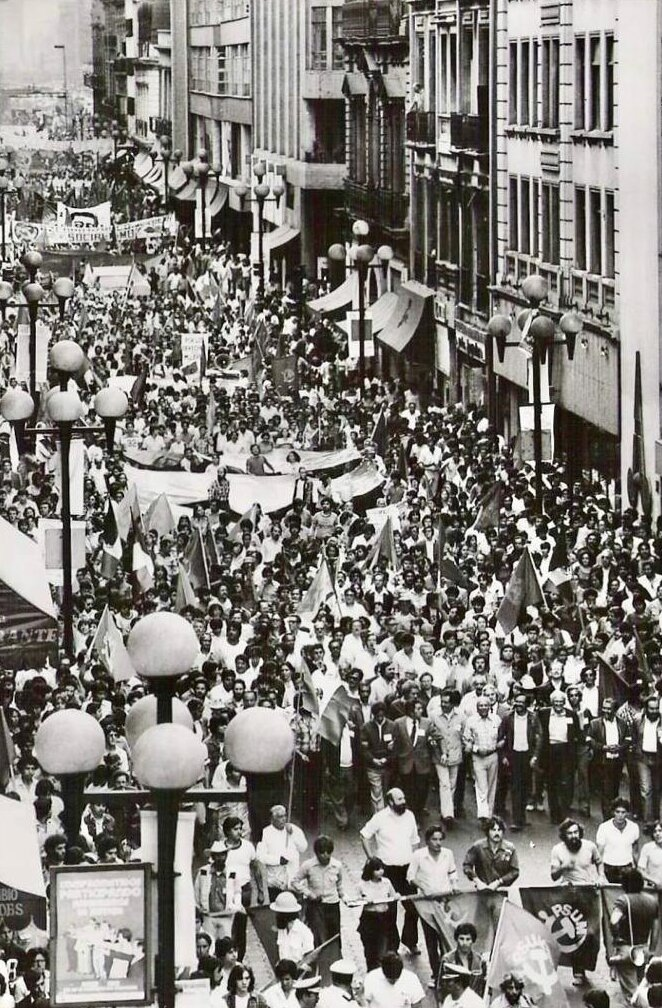
Marcha del "Zócalo rojo" organizada por el PSUM como fin de la campaña presidencial de Arnoldo Martínez Verdugo. Se calcula que asistieron hasta 100 000 personas.

El contexto histórico de la izquierda mexicana después del Movimiento estudiantil de 1968, era de una diversificación de las posturas ideológicas y las líneas de acción, pero sobre todo de una profunda fragmentación. Por un lado la izquierda revolucionaria y clandestina de las guerrillas urbanas y rurales, perseguidos durante la "Guerra sucia"; la izquierda oficial alineada al partido de estado, específicamente el Partido Popular Socialista; la izquierda social representada en grupos obreros, campesinos y populares independientes y la izquierda partidaria que hallaba representación en el Partido Comunista Mexicano, el Partido Socialista de los Trabajadores, el Partido Mexicano de los Trabajadores y el Partido Revolucionario de los Trabajadores, todos beneficiarios de la reforma de 1977, pero antagónicos en sus concepciones de la "vía al socialismo".
En ese escenario se desarrolló el XIX Congreso del PCM de principios de 1981; este realizó cambios doctrinarios a los estatutos para concebir nuevas corrientes, que complementaran la tradicional lucha de emancipación de las clases trabajadoras con la inclusión de demandas ecologistas y feministas, defensa de los derechos políticos del clero y de los homosexuales; y la condena al militarismo soviético, al mismo nivel que se hacía del estadounidense. 
Estos cambios fueron el preámbulo para la convocatoria del XX Congreso a finales del mismo año, pues era preciso un cambio doctrinario para la propuesta central del vigésimo órgano colegiado, la fusión con otras organizaciones de izquierda. Después de las elecciones intermedias de 1979, sectores del PCM, grupos de la izquierda social y algunos militantes de los otros partidos de izquierda, llamaron a la creación de una organización única de todas las izquierdas para hacer frente al crecimiento de las derechas y al cambio de paradigma en el seno del régimen priísta, el abandono del nacionalismo revolucionario por el naciente neoliberalismo. El XX Congreso aprobó la fusión, no obstante ninguno de los otros partidos con registro aceptó, por lo que esto solo se llevó a cabo con el Movimiento de Acción y Unidad Socialista, el Partido del Pueblo Mexicano, el Partido Socialista Revolucionario y el Movimiento de Acción Popular. La fusión y nombre de la organización, Partido Socialista Unificado de México (PSUM) se dio el 7 de noviembre, en tanto el 18 de diciembre de 1981, el PCM cedió su registro electoral para que la nueva organización participara en la elección federal de 1982. Arnoldo Martínez Verdugo, expresidente del PCM fue nominado como candidato presidencial.

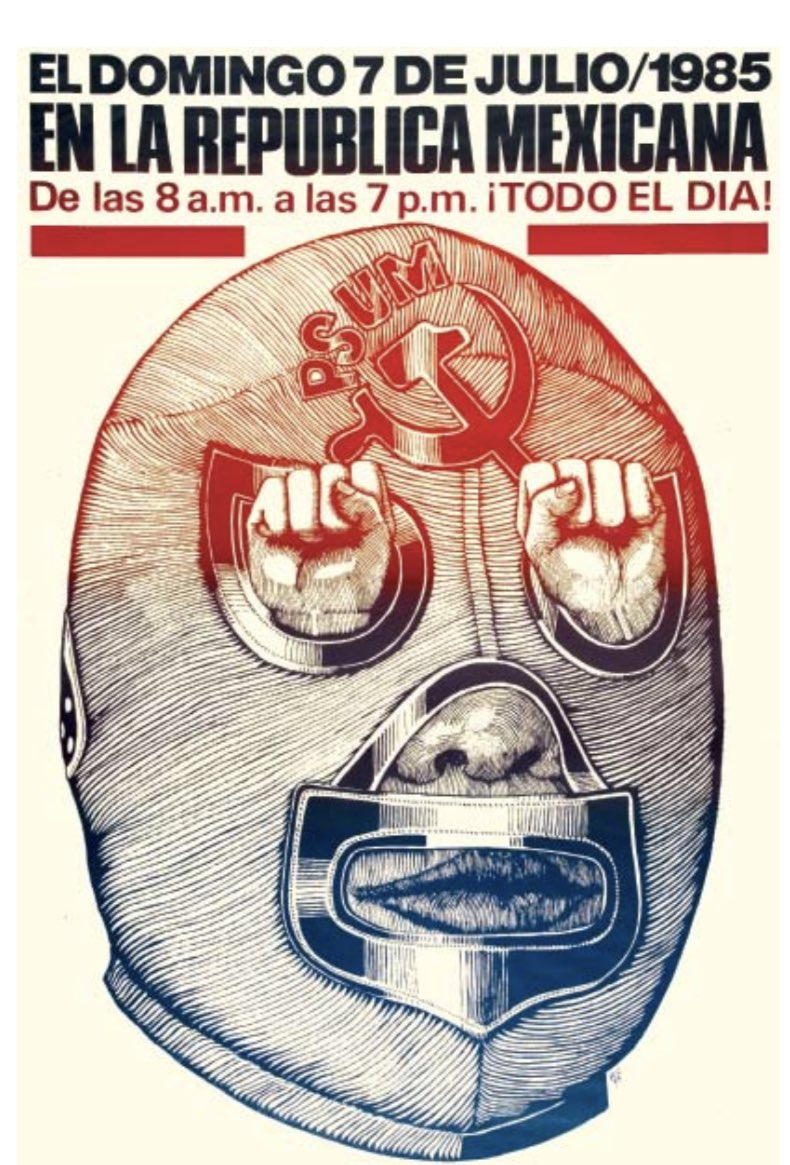
Propaganda del PSUM (1985)

La estrategia electoral del PSUM (llamada "Marcha Roja") en las elecciones de 1982 se basó en el discurso vinculatorio con necesidades y problemáticas básicas o esenciales de cada grupo social en particular, es decir, los candidatos del partido priorizaron la concientización colectiva, para que las comunidades, asumiendo el aparato político vigente, organizaran mecanismos, no solo de resistencia, sino de ejercicios alternativos de poder; por ejemplo se proponían el uso asambleas vecinales o comunitarias (en las zonas rurales o indígenas), sindicatos independientes, movilizaciones de pequeños y medianos comerciantes o agricultores para ejercer presión en las autoridades, resolver problemáticas cotidianas del entorno inmediato y acciones de intervención social en situaciones de seguridad pública, medio ambiente, educación, salud, vivienda y servicios públicos. De esta manera, la plataforma del partido, más que un llamado a la movilización general contra el sistema, buscaba la progresiva construcción de una ciudadanía consiente y combativa, lo que le generó simpatías en amplias zonas del país. Para todo lo anterior, resultó primordial las alianzas locales con movimientos estudiantiles, obreros y campesinos.
El punto cúspide de la campaña fue el 19 de junio de 1982, con la mayor concentración masiva, hasta entonces, de un partido político de izquierda en la Plaza de la Constitución o Zócalo. Esto en un contexto de explícita prohibición por parte de las autoridades del Departamento del Distrito Federal, que desde 1968 solo permitían las aglomeraciones oficiales ligadas al PRI o la presidencia de la república. El evento, que fue llamado "Zócalo Rojo", resultó significativo por el impacto generado, ya que la cobertura mediática y conocimiento público del hecho, simbolizaba la aparición de una fuerza política de izquierda con convocatoria popular y la recuperación del espacio público para la oposición posicionada en este espectro político, ausente desde 1968.
Sin embargo, los resultados federales no acompañaron el impacto de la campaña; aun así la estrategia funcionó significativamente a nivel local en su breve historia, alzándose con el triunfo en municipios de los estados de México, Oaxaca, Guerrero y Chiapas, postulando personajes locales que fueran miembros de los movimientos cívicos o populares de la comunidad.
El 29 de marzo de 1987 se concretó la fusión con el Partido Mexicano de los Trabajadores, transformándose en el Partido Mexicano Socialista, mismo al que cedería su registro ante la Comisión Federal Electoral para poder participar en las elecciones de 1988.

## Ideología y programa político

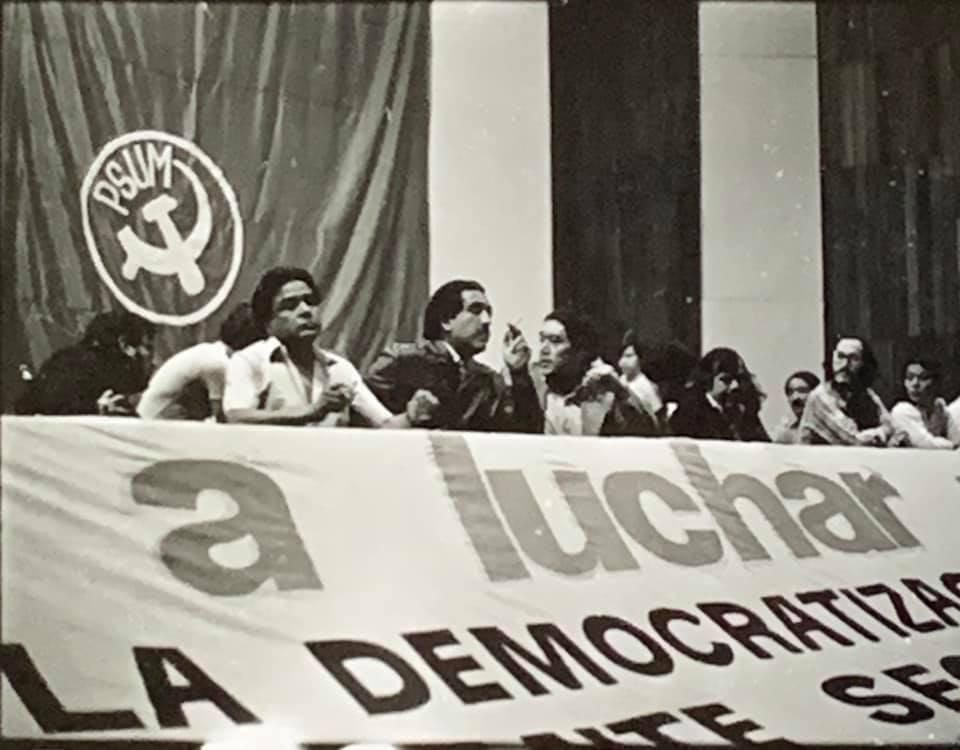
Asamblea del PSUM (de izq. a der.: Eliezer Morales, Pablo Gómez y Arnoldo Martínez Verdugo)

En su declaración de principios constaban los siguientes puntos: 
- El objetivo fundamental era tomar el poder político para transformar la sociedad capitalista mexicana en otra en donde los medios de producción sean de propiedad social y no privilegio de unos cuantos; sólo de esa manera se podrá formar una nueva clase de hombres, libres de los prejuicios y desigualdades que origina la propiedad privada; el ideal del partido está constituido por esta profunda transformación de las relaciones económicas, sociales y políticas.
- El PSUM intentó guiar su acción por el camino del socialismo científico; actuar como instrumento de la clase obrera y del pueblo trabajador.
- En sus principios también constaban el regir su vida interna por la democracia más amplia, aceptando de todos sus miembros las decisiones de la mayoría y respetando el derecho de la minoría a expresarse.
- Intentó ser un partido de masas en el que sus dirigentes eran electos democráticamente. La solución de los problemas nacionales, incluyendo el aspecto internacional, sólo podrá solucionarse mediante una revolución socialista.
- Mientras tanto, luchaba por conseguir la apropiación social del trabajo, tanto del campo como de la ciudad.
- La conversión en patrimonio común de la banca, la tierra, las industrias básicas, los medios de comunicación, los transportes y los servicios públicos fundamentales para el desarrollo económico del país
- La participación de los trabajadores en el aparato político del Estado.
- La despenalización del aborto, la ampliación de los derechos de la mujer y los jóvenes.
- La transformación del sistema de enseñanza en una educación crítica y revolucionaria.
- Su ideal revolucionario se expresa en la defensa de la identidad territorial, la independencia nacional y la soberanía.

Su programa político se conformaba por cuatro pilares: 
- Para entrar a la democracia.
- Por una sociedad democrática.
- Para salir de la crisis.
- Por una nueva conciencia nacional.

Cada uno de estos puntos engloba una serie de objetivos, en los cuales se incluye la defensa y promoción de la democracia sindical, de la democracia municipal, los derechos de las mujeres y los jóvenes, la lucha por la vivienda digna, la autogestión campesina y la conservación del medio ambiente.

## Resultado electorales

### Elecciones presidenciales
| Elección | Candidato | Candidato                | Votación | Votación | Porcentaje      | Posición | Nota |
| -------- | --------- | ------------------------ | -------- | -------- | --------------- | -------- | ---- |
| 1982     |           | Arnoldo Martínez Verdugo | 821 993  | 821 993  | \| \| 3.49 % \| | 3.º      |      |
|          | 3.49 %    |                          |          |          |                 |          |      |

### Cámara de Diputados
| Elección | Legislatura | Distrito | Distrito | RP    | RP | Curules | Posición | Presidencia         | Presidencia |
| Elección | Legislatura | votos    | %        | votos | %  | Curules | Posición | Presidencia         | Presidencia |
| -------- | ----------- | -------- | -------- | ----- | -- | ------- | -------- | ------------------- | ----------- |
| 1982     | LII         | 932 214  | 4.29     |       |    | 17/400  | Minoría  | Miguel de la Madrid |             |
| 1985     | LIII        | 602 530  | 3.47     |       |    | 12/400  | Minoría  | Miguel de la Madrid |             |

### Senado de la República
| Elección | Legislaturas | Estados | Estados | Escaños | Posición | Presidencia         | Presidencia |
| Elección | Legislaturas | votos   | %       | Escaños | Posición | Presidencia         | Presidencia |
| -------- | ------------ | ------- | ------- | ------- | -------- | ------------------- | ----------- |
| 1982     | LII y LIII   | 866 301 | 4.20    | 0/64    | —        | Miguel de la Madrid |             |

## Presidentes
- Arnoldo Martínez Verdugo (1981-1987)